# 大久保忠尚
大久保 忠尚（おおくぼ ただなお）は、江戸時代前期の武将、江戸幕府旗本。

## 生涯
三河譜代・大久保氏の一族で、徳川家康に仕えた大久保忠益の長男。兄の忠辰・忠政と同じく幼少時より家康の嫡男・徳川秀忠に仕える。慶長19年（1614年）再従兄弟にあたる幕府重鎮・大久保忠隣の失脚に連座し、二人の兄ともども閉門となる。同年、大坂冬の陣では兄弟揃って密かに秀忠勢に列し、翌年の夏の陣では道明寺の戦いと天王寺の戦いでそれぞれ首級を挙げ、閉門を許されて旗本に復帰した。寛永元年（1624年）秀忠の次男で駿府藩主となった徳川忠長附きとなり、徒頭や進物番頭を歴任した。寛永9年（1632年）忠長が改易となると忠尚も閉門処分となり、身柄は笠間藩預かりとなった。後年、子の源五兵衛が赦免を受けて御家人として復帰を果たしている。